# Nêm

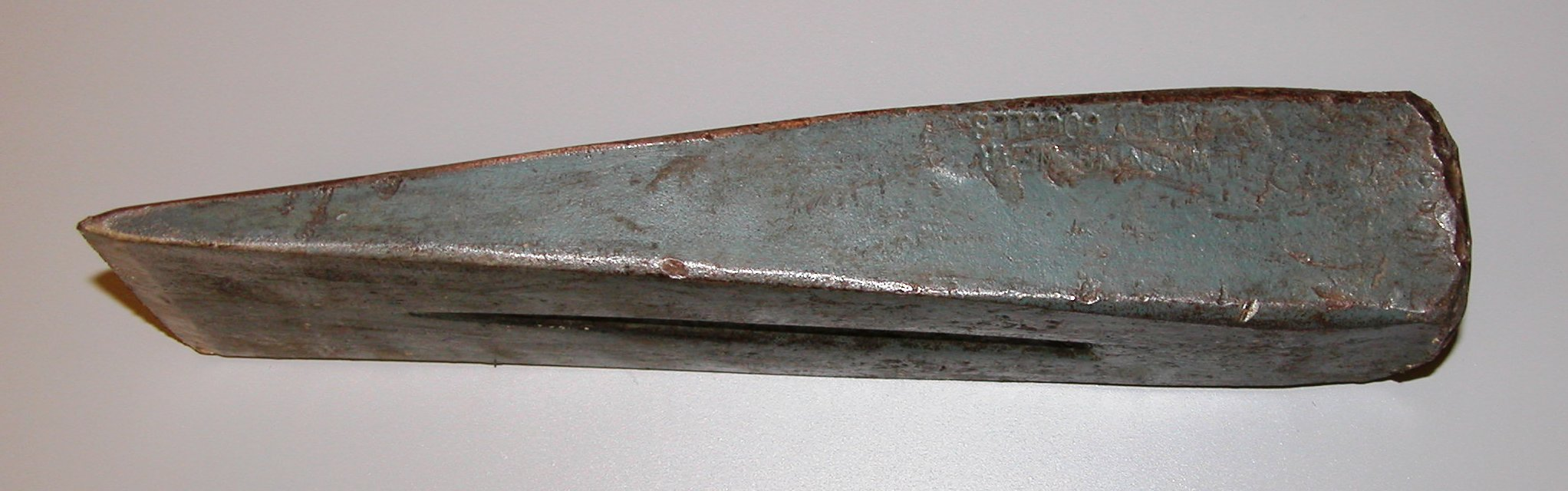
Một nêm để nâng gỗ

Nêm là một công cụ có hình lăng trụ tam giác, hình dáng tương tự như mặt phẳng nghiêng, và là một trong sáu máy cơ đơn giản. Nó được dùng để tách hai vật hoặc dùng để chia một vật, nâng vật hoặc giữ một vật ở đúng vị trí. Chức năng của nó là biến đổi lực tác dụng vào đầu cùn của nó thành những lực vuống góc với mặt phẳng nghiêng. Hiệu suất cơ học của nêm bằng tỉ số giữa độ dài của mặt dốc với chiều dày của nó.